# 11105 Puchnarová
11105 Puchnarová eller 1995 UR2 är en asteroid i huvudbältet som upptäcktes den 24 oktober 1995 av den tjeckiska astronomen Jana Tichá vid Kleť-observatoriet. Den är uppkallad efter den tjeckiska målaren Dana Puchnarová.
Asteroiden har en diameter på ungefär 7 kilometer.